# Paul Bellot

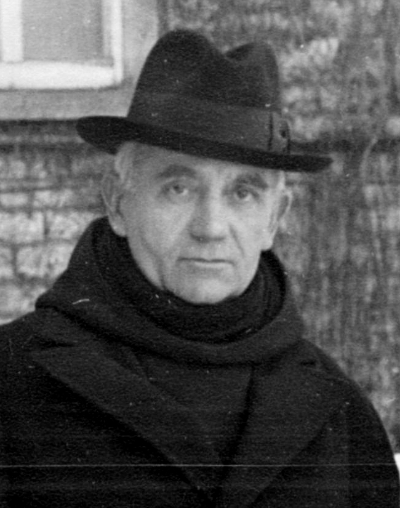
Paul Bellot

Paul Louis Denis Bellot (Parijs, 7 juni 1876 – Montréal, 5 juli 1944) was een Franse monnik en architect. De titel dom verkreeg hij nadat hij lid werd van de orde der benedictijnen.
Dom Bellot is van belang vanwege zijn expressionistische bouwstijl die hij in verschillende landen toepaste en die door meerdere architecten werd nagevolgd. Hij bouwde voornamelijk abdijen en kerken.

## Biografie

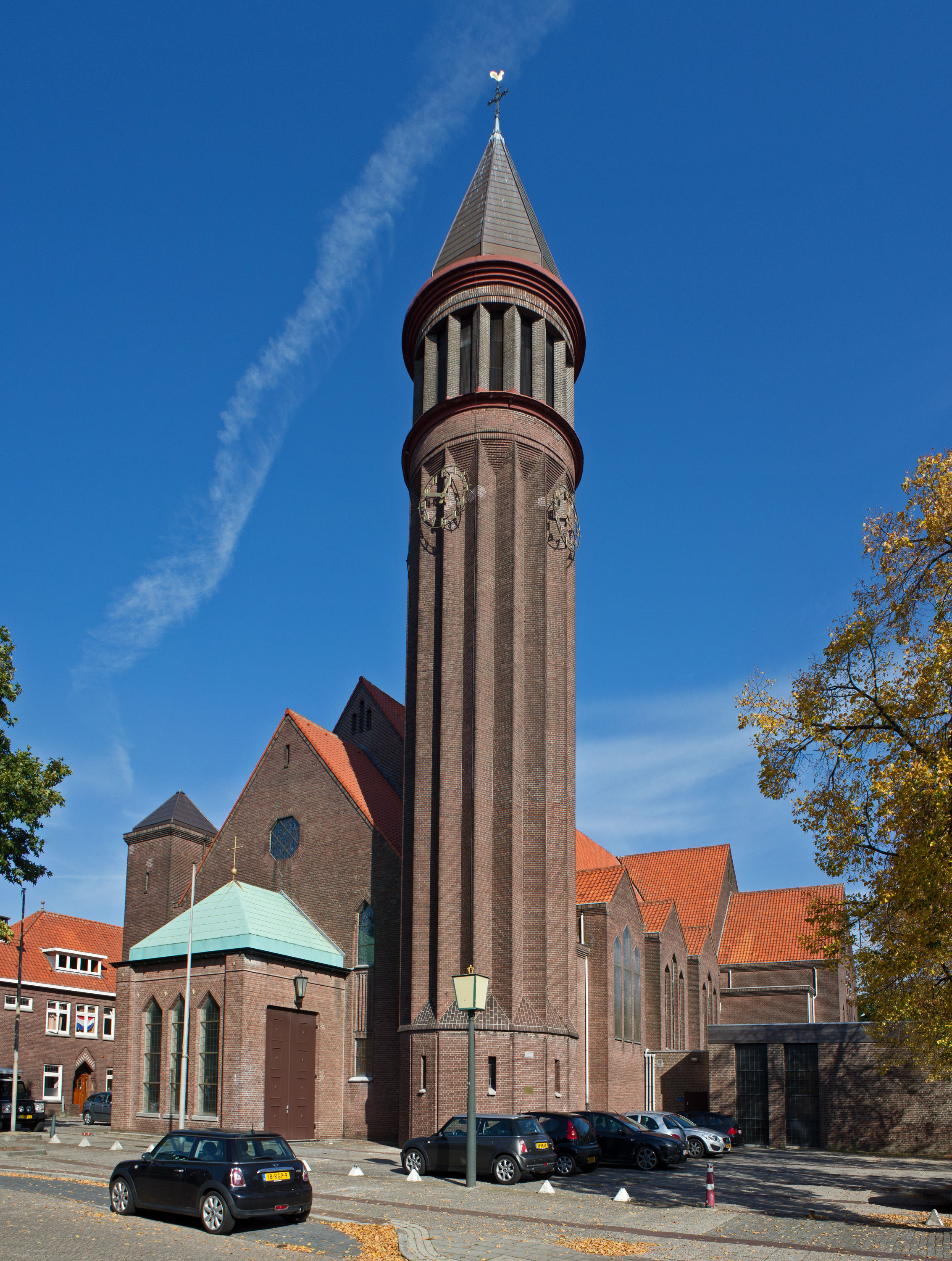
Parochiekerk van het H. Hart van Jezus in Eindhoven.

Bellot werd geboren in 1876 in Parijs en was afkomstig uit een architectenfamilie. In 1894 ging ook hij architectuur studeren en hij behaalde zijn diploma aan de École des Beaux Arts in 1900. Na een studiereis naar Spanje bouwde hij in 1901 samen met Paul Hulot aan een nieuwe kerk in Flers. In 1902 besloot hij echter monnik te worden en trad hij in bij de benedictijnen van Solesmes die toen in ballingschap verbleven op het eiland Wight. In 1906 werd Bellot tegen wil en dank toch weer architect toen in Oosterhout een nieuwe abdij moest worden gebouwd voor de benedictijnen van Wisques en er geen geld voorhanden was om een Nederlandse architect in te huren. Bellot, die vond dat hij zijn architectuur moest aanpassen aan die van het land waar hij bouwde, maakte in Nederland kennis met het werk van architecten als H.P. Berlage, P.J.H. Cuypers en Jan Stuyt en leerde hier werken met baksteen. 
Na terugkeer op Wight begon Bellot aan het werk aan een nieuwe abdij aldaar. In de door hemzelf ontworpen kerk werd hij op 10 juni 1911 tot priester gewijd. Tot 1920 zou hij zich als architect alleen met de voltooiing van de beide abdijen bezighouden. In 1921 kreeg hij echter toestemming om in de Oosterhoutse abdij een architectenbureau te beginnen, waarvoor hij in 1922 H.C. van de Leur aannam als assistent. In Nederland werden na de abdij tot 1930 in totaal nog acht ontwerpen gerealiseerd, onder meer in Noordhoek, Waalwijk en Eindhoven. Bij zijn kerk in Nijmegen maakte hij gebruik van een betonnen constructie. In Heerle breidde Bellot de bestaande kerk uit in neogotische stijl.
Mede omdat de concurrentie in Nederland te groot was en hij als Fransman een buitenstaander bleef in de Nederlandse kerkarchitectuur vertrok Bellot in 1928 naar Wisques in Frankrijk, waar vanaf 1920 een deel van zijn orde inmiddels weer was teruggekeerd. De Nederlandse praktijk werd overgelaten aan Van de Leur, die in Nederland nog enkele kerken in dezelfde stijl bouwde, onder andere in Utrecht (Gerardus Majellakerk) en Groningen (Sint Franciscuskerk). Diverse Nederlandse architecten lieten zich in zekere mate door de stijl van Bellot beïnvloeden. Het duidelijkst is deze invloed te zien in het werk van Joseph Cuypers en Pierre Cuypers jr. vanaf 1920. 
Bellot begon in Wisques een nieuwe architectenpraktijk. Ook hier ontwierp hij een nieuwe abdij. In Frankrijk volgde nog een aantal kerken en kloosters, alsmede een klooster in Brussel, België. Bellot sloot zich aan bij L'Arche, een groep voornamelijk Franse architecten en kunstenaars die op eigentijdse wijze en met moderne materialen kerkelijke kunst ontwierpen, aangevoerd door de Belgische architect Maurice Storez.
In 1934 vertrok Bellot naar Canada voor een aantal lezingen over kerkelijke architectuur. Hier kreeg  hij tevens de opdracht om de kerk Oratorium St. Jozef te Montréal af te bouwen. Tussendoor werkte hij in Portugal, waar in Porto een kerk naar zijn ontwerp werd gebouwd.  Doordat in 1939 de Tweede Wereldoorlog uitbrak kon Bellot niet naar Frankrijk terugkeren, waardoor hij zich permanent in Canada vestigde. In  dit land zou Bellot grote invloed hebben op het werk van een aantal jonge architecten. De door Bellot en volgelingen gebruikte bouwstijl wordt hier Bellotisme genoemd en zou tot in de jaren 50 toegepast worden.
In 1941 werd Bellots vergunning om als architect te werken niet meer verlengd. In 1944 overleed hij te Montréal en werd begraven op het kerkhof van het door hem ontworpen klooster St. Benoît-du-Lac.

## Afbeeldingen

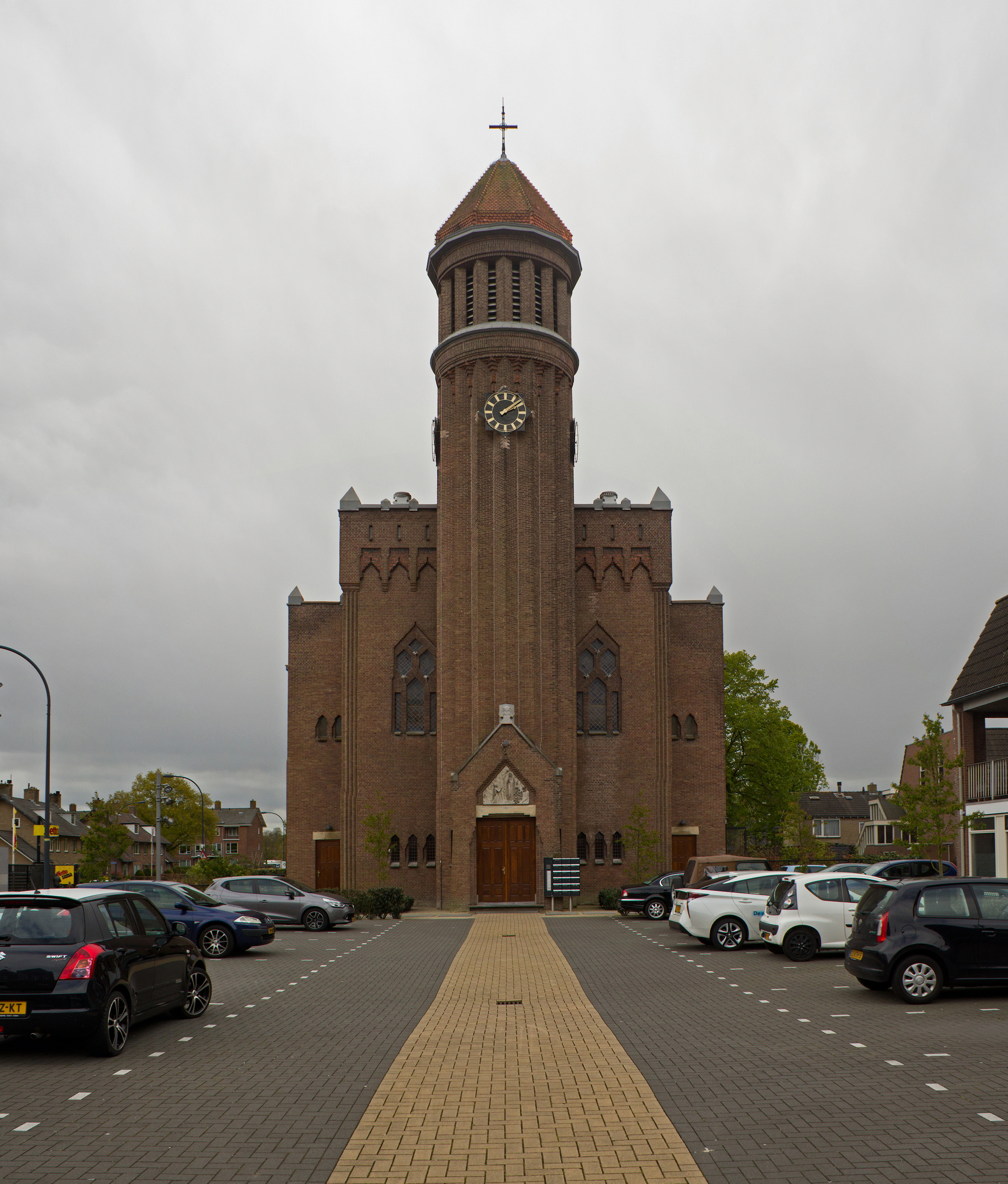
de Onze-Lieve-Vrouw-Onbevlekt-Ontvangenkerk te Waalwijk
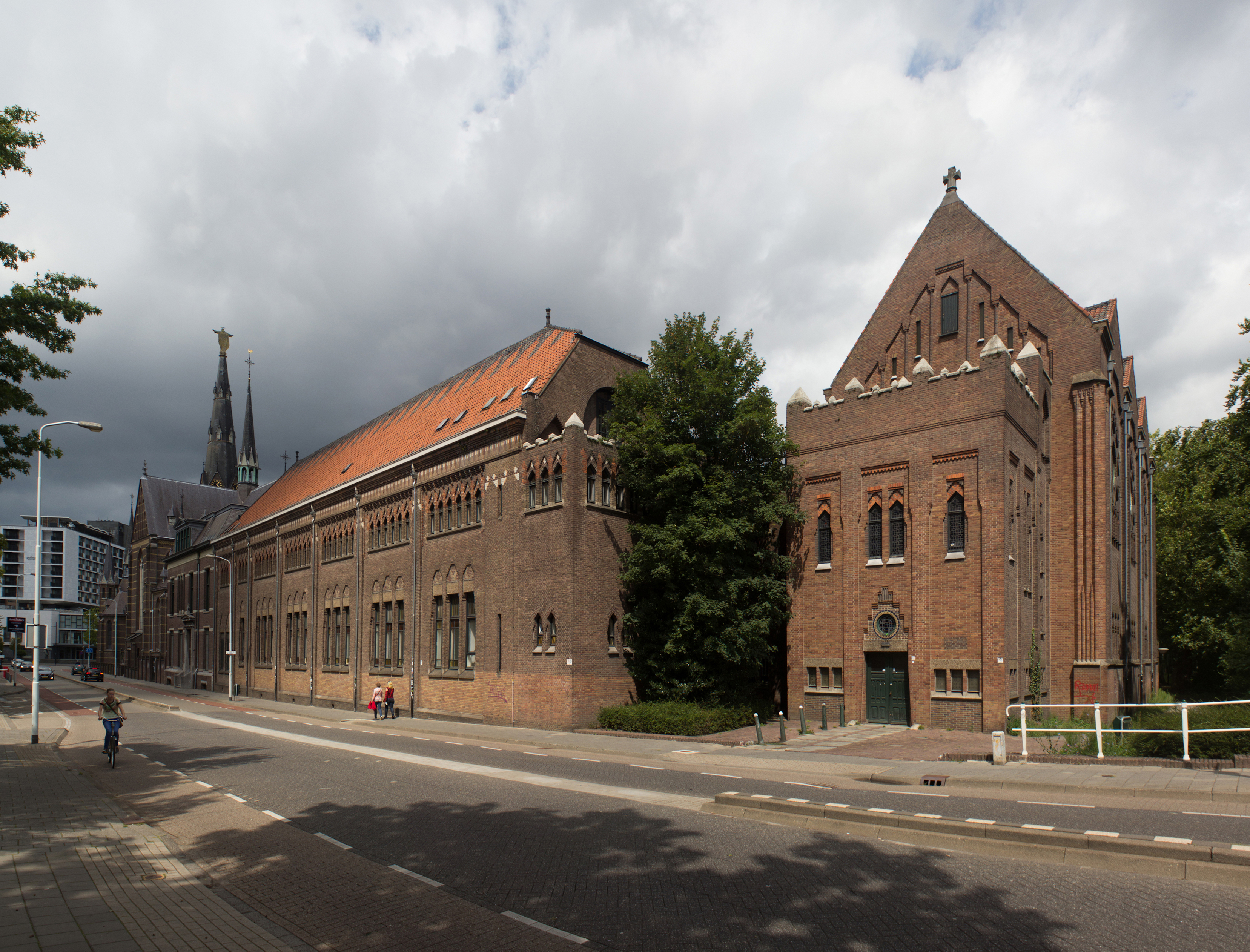
Het Augustinianum te Eindhoven
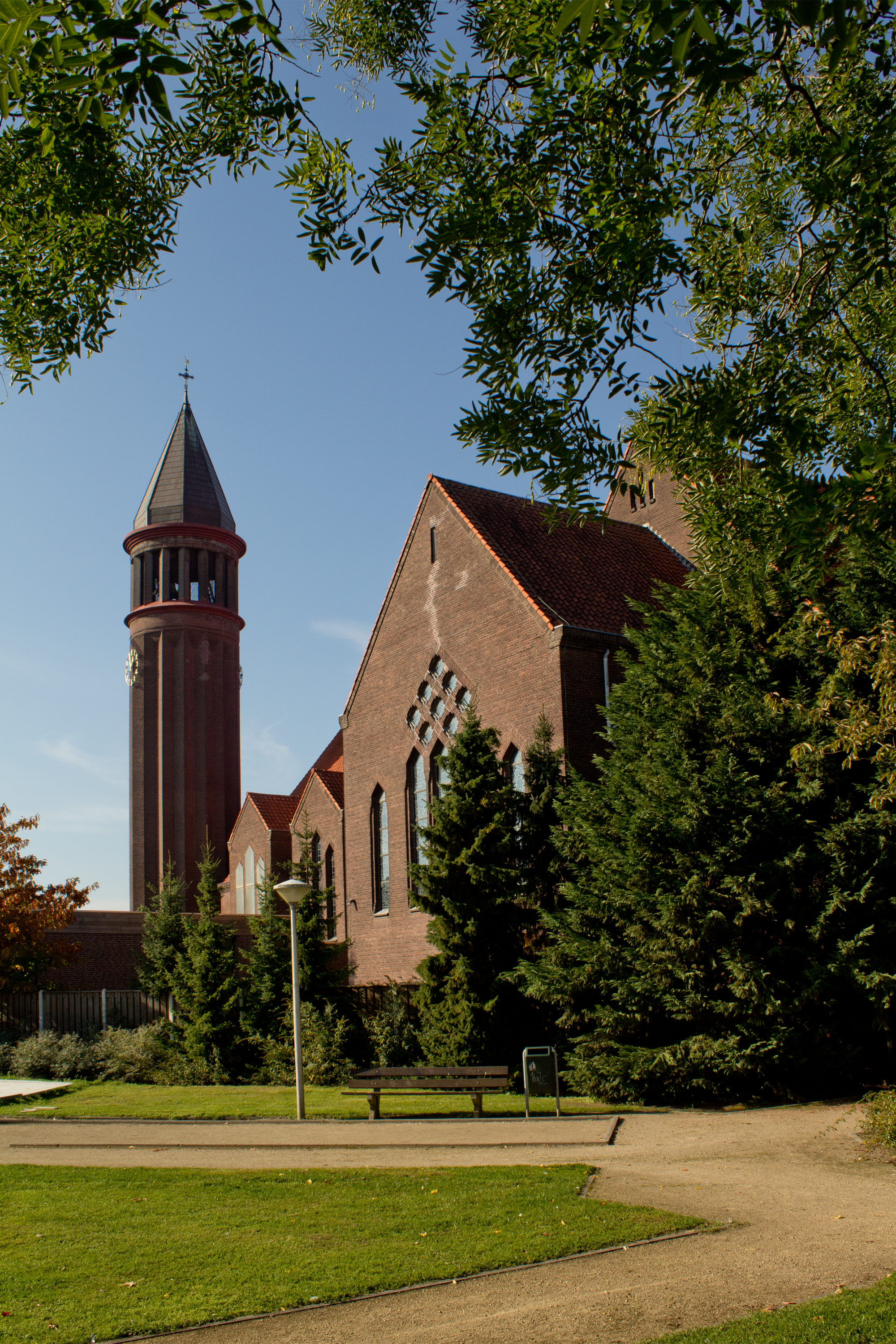
De Heilig Hartkerk te Eindhoven
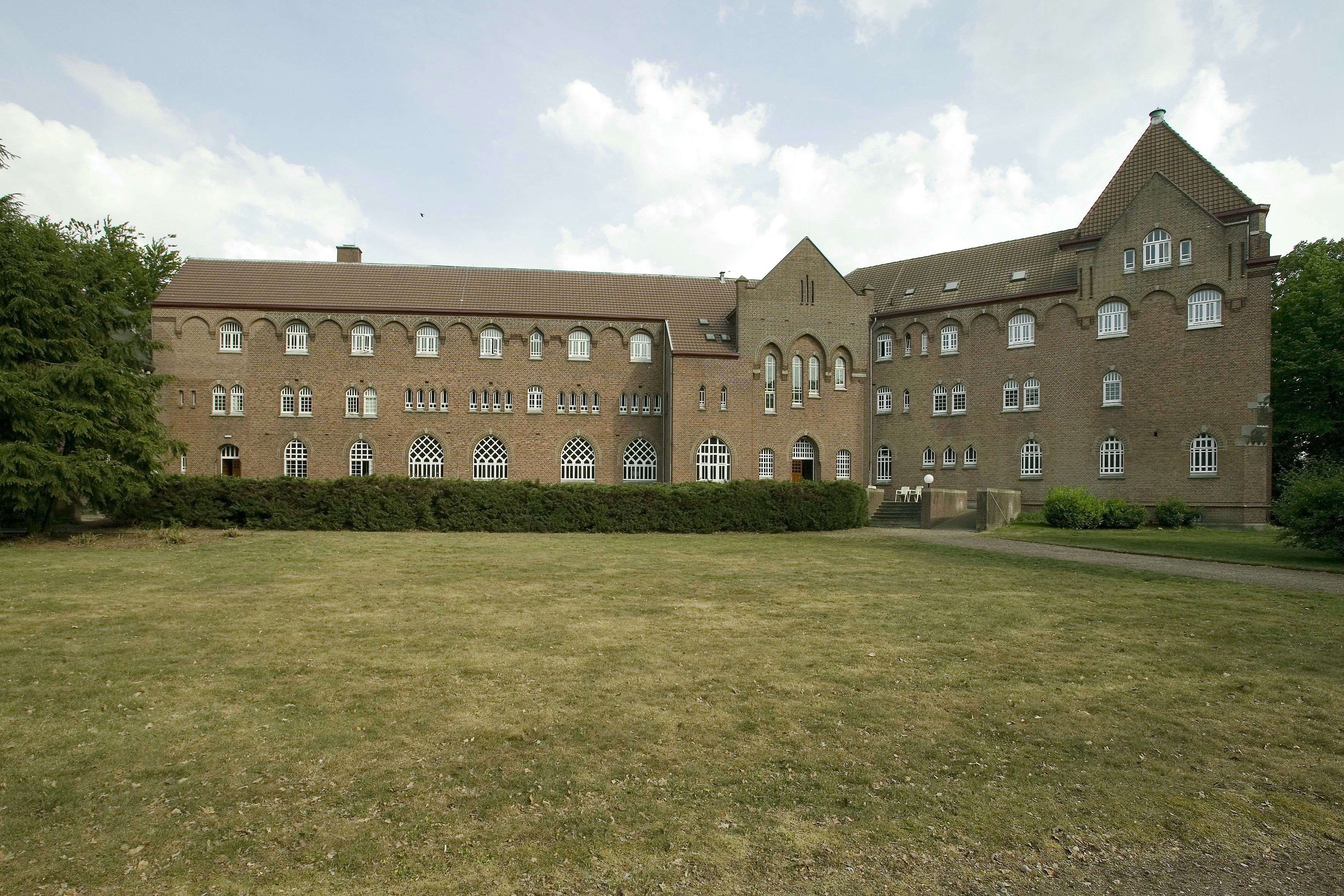
de Sint-Paulusabdij te Oosterhout
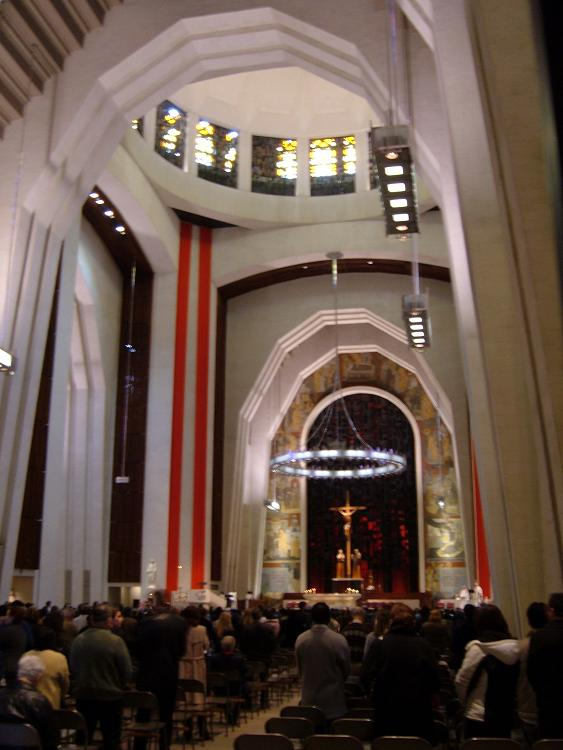
Oratorium van de Heilige Jozef te Montréal
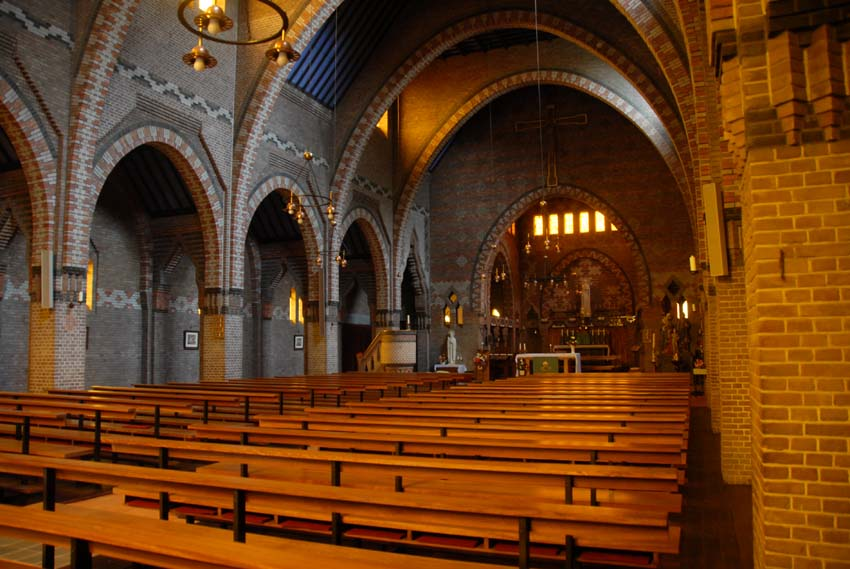
de Sint-Josephkerk te Noordhoek